# Улица краља Александра у Кладову
Улица краља Александра (некадашња улица М. Тита) или Стара чаршија у Кладову представља непокретно културно добро као просторна културно-историјска целина.
Улица краља Александра је главна шетачка улица у Кладову, саставни је део централног урбаног језгра и представља значајан докуменат развоја насеља кроз историју, од 30 година 19. века, када је Кладово ослобођено од Турака па све до данашњих дана. 
Сам живот у њој одвија се кроз трговинску, занатску и угоститељску делатност, посебно и кроз централну административну управну функцију на нивоу општине, као и стамбену функцију индивидуалног карактера итд., тако да у свим видовима овај градски простор треба посматрати као целину. Културним добром сматра се простор саме улице са грађевинама и катастарским парцелама наслоњених на ту улицу.